# The Geese and the Ghost
The Geese and the Ghost è il primo disco da solista di Anthony Phillips dopo la sua uscita dal gruppo dei Genesis, pubblicato nel 1977.

## Descrizione
L'idea di Anthony Phillips di realizzare un album solista nasce già nel periodo immediatamente successivo al suo abbandono dei Genesis. Ma il fatto che fin dai tempi della scuola Charterhouse ha sempre composto insieme al suo amico, e compagno nella band dei Genesis, Mike Rutherford, per lungo tempo li ha spinti a comporre altro materiale insieme e a progettare un disco intestato ad entrambi i musicisti. Tuttavia i crescenti impegni del bassista nella band hanno spinto Phillips a farlo uscire solo a proprio nome. 
Il disco esce nel 1977 ed alla sua realizzazione prendono parte sia Phil Collins, che presta la sua voce alla ballata Which Way The Wind Blows e a God if I Saw Her Now in cui duetta con la cantante Vivienne McAuliff, sia – come già detto – Mike Rutherford, che suona il basso e compone con "Ant" alcuni brani, ma anche John Hackett, fratello di Steve con numerosi interventi di flauto.
Purtroppo l'intera opera non ebbe il successo atteso forse perché l'iter produttivo dell'album è stato piuttosto lungo e travagliato. I brani erano stati composti quasi tutti entro il 1975, ma la Charisma (che si occupava dei Genesis) e altre case discografiche, non mostravano interesse per il materiale del chitarrista. Pertanto la pubblicazione del disco è avvenuta solo nel 1977, in un contesto musicale profondamente cambiato a causa dell'avvento del punk. La ricerca di sonorità più secche e di strutture compositive più grezze ha fatto apparire "fuori tempo" quest'opera legata ad antiche storie di fanciulle e cavalieri, combattimenti ed amori in stile romantico-cavalleresco. Ancor più ha inciso il fatto che tali storie siano accompagnate da strumentazioni acustiche ed orchestrali, organizzate secondo armonie articolate e suite, tipiche del progressive rock, genere inviso ai nuovi eroi musicali. Lo stesso Anthony Phillips ha dichiarato: "La musica stava cambiando. Il mio era un disco fuori tempo massimo per l'Inghilterra. La gente in quegli anni aveva uno strano feeling, dal rock voleva cose molto più aggressive."

## Tracce
Tutte le canzoni sono scritte da Anthony Phillips, eccetto dove indicato
1. Wind – Tales – 0:59
2. Which Way the Wind Blows – 5:52 
Henry: Portraits From Tudor Times – (Philips/Rutherford)
3. i) Fanfare – 1:02
4. ii) Lutes' Chorus – 1:05
5. iii) Misty Battlements – 2:06
6. iv) Henry Goes to War – 3:52
7. v) Death of a Knight – 2:09
8. vi) Triumphant Return – 1:51
9. God if I Saw Her Now – 4:12
10. Chinese Mushroom Cloud – 0:46 – (Phillips/Rutherford)
11. The Geese and the Ghost Part I – 8:12 – (Phillips/Rutherford)
12. The Geese and the Ghost Part II – 7:32 – (Phillips/Rutherford)
13. Collections – 3:07
14. Sleepfall: The Geese Fly West – 4:33
15. Master Of Time (demo) – 7:37 (bonus track on CD Reissue)

### CD 2 (edizione 2007)
- CD Uno incluso
- CD2

1. Master Of Time (demo)
2. Title Inspiration
3. The Geese and the Ghost – Part One (basic track)
4. Collections link
5. Which Way The Wind Blows (basic track)
6. Silver Song (Geese sessions)
7. Henry: Portraits From Tudor Times (basic track):
  1. Fanfare
  2. Lute's Chorus
  3. Lute's Chorus Reprise
  4. Misty Battlement
8. The Geese and the Ghost – Part Two (basic track)
9. God If I Saw Her Now (basic track)
10. Sleepfall (basic track)
11. Silver Song (unreleased single version, 1973)

## Formazione
- Anthony Phillips – chitarra, basso, salterio, bouzouki, sintetizzatore, mellotron, tastiere, pianoforte, celesta, batteria, percussioni, voce
- Mike Rutherford – chitarra, basso, tastiere, sintetizzatore, batteria, percussioni
- Phil Collins – voce (tracce 2 e 9)
- Rob Phillips – oboe (tracce 11, 12, e 14)
- Lazo Momulovich – oboe, corno inglese (tracce 3 e 11), organo
- John Hackett – flauto (tracce 9, 13 e 14)
- Wil Sleath – flauto, flauto barocco, flauto dolce, ottavino (traccia 3)
- Jack Lancaster – flauto, lyricon (traccia 14)
- Charlie Martin – violoncello (tracce 10 e 12)
- Kirk Trevor – violoncello (tracce 10 e 12)
- Nick Hayley – violino (tracce 11 e 12)
- Martin Westlake – timpani (tracce 3, 10 e 12)
- Vivienne McAuliffe – voce (traccia 9)
- David Thomas – chitarra classica (traccia 15)
- Ronnie Gunn – armonium (traccia 15)
- Tom Newman
- Ralph Bernascone
- Send Barns Orchestra